# Grimorium Verum
O "Grimorium Verum" (latim para Grimório da Verdade), é um livro de magia, ou Grimório, supostamente escrito por "Alibeck, o Egípcio", em Mênfis em 1517. Os estudiosos concordam que tal alegação não é verdadeira, pois há muito tempo, Mênfis estava em ruínas na mesma data, em 1517, e que o livro realmente decorre no século 18, com as primeiras edições aparecendo em francês e italiano. Grande parte deste pequeno livro, foram traduzidos por Arthur Waite e publicada no livro, O Livro das Mágicas Cerimôniais, em 1911, onde Waite escreveu:
"A data especificada no título do Grimorium Verum, é inegavelmente fraudulenta; a obra pertence nos meados do século XVIII, e Mênfis é Roma."
Uma versão da Grimoire foi incluído como "as clavículas de Salomão: Livro 3", em um dos manuscritos em Francês de S. L. MacGregor Mathers, incorporada em sua versão de A Chave de Salomão, mas foi omitido da 'peça' com a seguinte explicação:
"No final, há alguns excertos do Grimorium Verum, com os Selos dos espíritos malignos, que, como eles não pertencem à Chave de Salomão, propriamente, eu não dei. Para a classificação evidente da 'Chave', está em dois livros e nada mais."
Idries Shah publicou também, uma parte dele em "The Secret Lore of Magic: Book of the Sorcerers" ("O Segredo do Conhecimento da Magia: Livro dos Feiticeiros"), em 1957. Como muitos grimórios, alega a origem do Rei Salomão.
Tambem foi estudado pelo qual a familia "Hodecker" são descendentes de Alibeck, acredita-se que a linhagem migrou para a Alemanha, Hodecker vem de Hoch, hoch em alemão é altura pois os descendentes puros tem como caracteristicas a serem muito altos.

## Edições
- Joseph H Peterson (2007) ISBN 978-1434811165
- Jake Stratton-Kent (2009) Scarlet Imprint  No ISBN pela editora.
- Thesaurus Magicus I (2010) Clavis Magicae Ediciones  Coleção de grimórios em Português.